# Wilhelminapark (Meppel)
Het Wilhelminapark is het oudste park van Meppel en ligt vlak bij het station. Het werd in 1914 ontworpen door de bekende tuin- en landschapsarchitect Leonard Springer, nadat een comité van Meppeler notabelen de wenselijkheid van een stadswandelpark aan de oever van het riviertje de Reest aan het stadsbestuur duidelijk had gemaakt. De vroegere oeverlanden, die vaak overstroomden, zouden ten behoeve van dit park moeten worden opgehoogd. Hierdoor zouden de kwalijke dampen die, volgens de notabelen, opstegen uit de oeverlanden tot het verleden behoren. In de zomer van 1918 begonnen werklozen met het graven van een vijver van 1 hectare. Men verwachtte een deel van de aanlegkosten te dekken door de turf die uit de ontgraving zou worden gewonnen. Er bleek echter geen turf te winnen. Het park werd op 8 juni 1919 geopend voor het publiek. In 1922 werd in het park een hertenkamp verwezenlijkt, waarvoor Prins Hendrik in 1928 een tweetal mannelijke damherten schonk. Het werd het 'Wandelpark' genoemd, totdat het op 31 augustus 1930 werd omgedoopt tot Wilhelminapark, ter gelegenheid van de vijftigste verjaardag van koningin Wilhelmina. In 1938 werd aan de Parklaan het monument ter ere van Mr. Harm Smeenge onthuld, het monument was een ontwerp van architect Samuel de Clercq. Na de Tweede Wereldoorlog werd in het Wilhelminapark een rosarium aangelegd, met een monument ter nagedachtenis aan de Meppeler oorlogsslachtoffers. In 1954 werd het park een theekoepel rijker, die tot 1954 op een andere plek aan de Reest stond, en door vrijwilligers steen voor steen werd verplaatst.

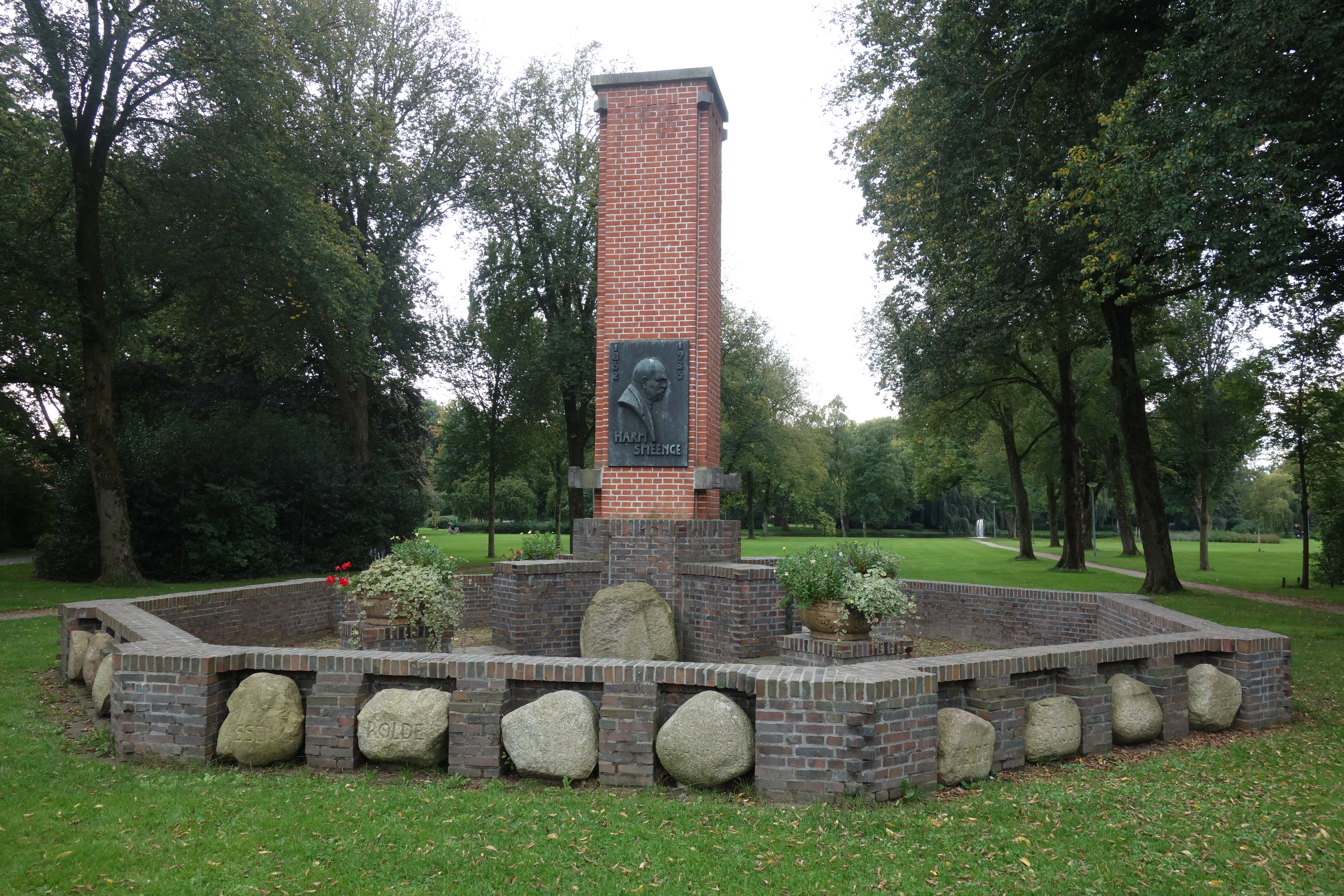
Smeenge-monument
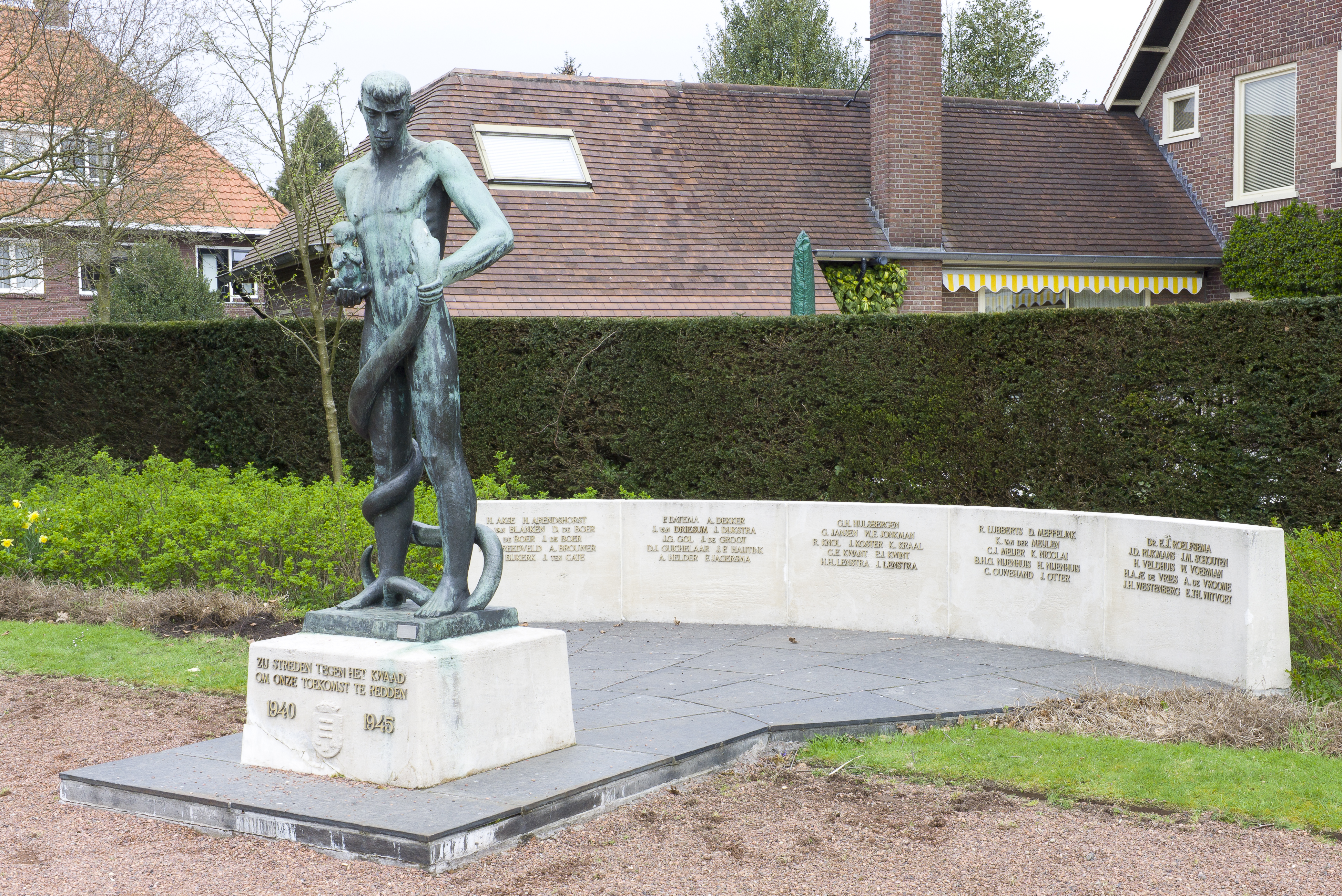
Oorlogsmonument (door Titus Leeser)
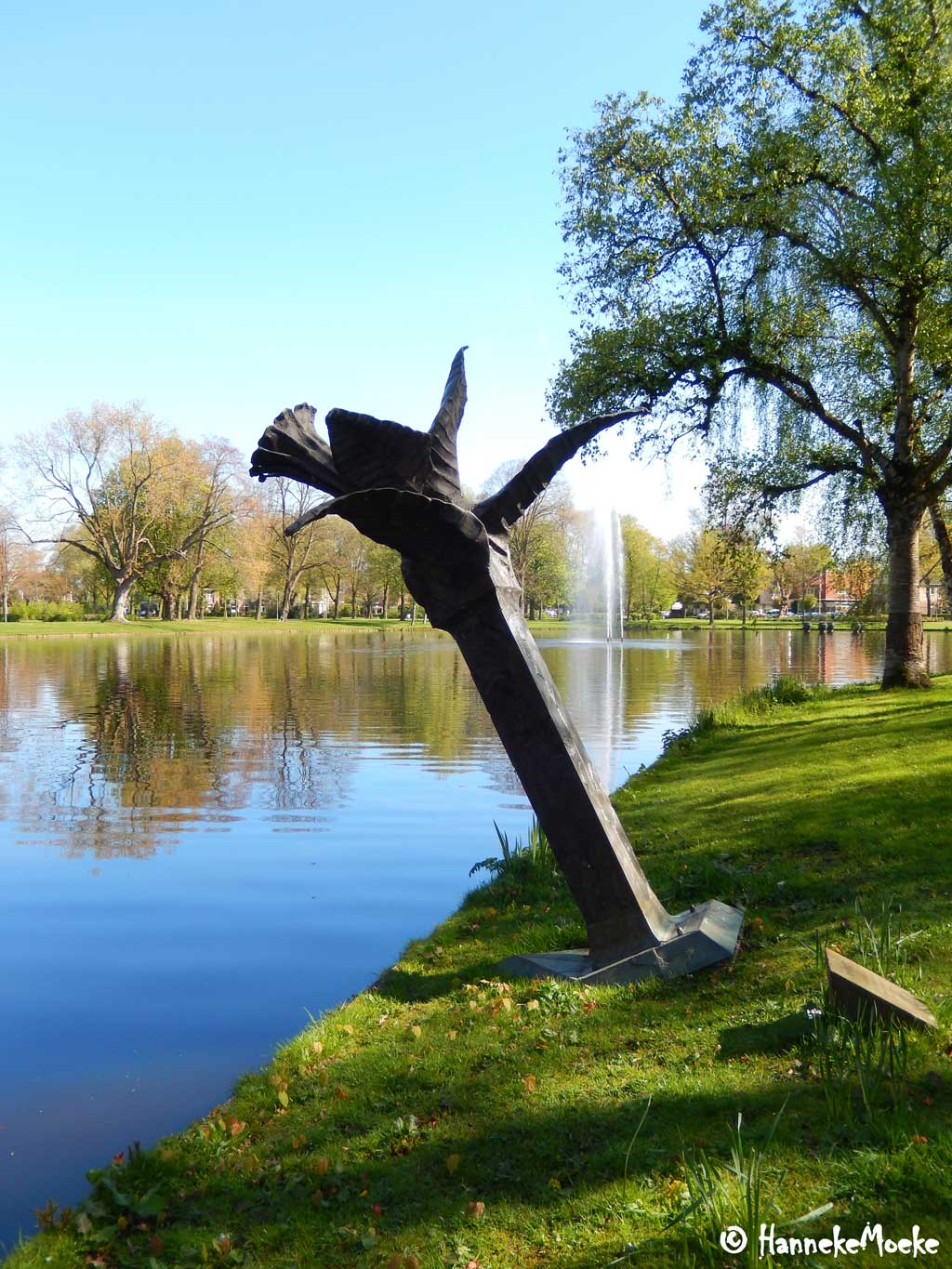
De Narcis, naast riviertje de Reest